# Adriaan Koonings
Adriaan Koonings (* 23. Dezember 1895 in Rotterdam; † 18. April 1963) war ein niederländischer Fußballspieler. Er bestritt 183 Spiele für Feyenoord Rotterdam und am 21. April 1924 ein Länderspiel für die niederländische Fußballnationalmannschaft gegen Deutschland. Nach seiner Zeit als Spieler war er Trainer bei Willem II Tilburg und zweimal bei Feyenoord (1946–1950 und 1952–1955).
1997 wurde in Rotterdam eine Straße nach ihm benannt.